# Armand Melisstadion
Het Armand Melisstadion is een voetbalstadion in Dessel, België, dat plaats biedt aan 4.284 toeschouwers. De bespeler van het stadion is KFC Dessel Sport, dat speelt in de Eerste klasse amateurs. Het werd in 2009 gebouwd als opvolger van het Lorzestadion.